# Nguyễn Trương Khoát
Nguyễn Trương Khoát (còn có tên là Nguyễn Trường Khoát;1913 - 2008) là cán bộ hoạt động cách mạng trước năm 1945, đã từng giữ chúc vụ Bí thư Tỉnh ủy Nghệ An. Ông được Nhà nước Việt Nam tặng thưởng Huân chương Hồ Chí Minh, Huân chương Độc lập hạng Nhất.

## Tiểu sử và sự nghiệp
Nguyễn Trương Khoát sinh ngày 7 tháng 2 năm 1913 tại xã Thượng Xá (nay là xã Nghi Xá) huyện Nghi Lộc, tỉnh Nghệ An. Lúc nhỏ Nguyễn Trương Khoát học ở trường Collège ờ Vinh. Năm 1930, ông bị đuổi học vì tham gia đấu tranh trong nhà trường. Cũng vào năm đó, Nguyễn Trương Khoát gia nhập Đảng Cộng sản Đông Dương.
Cuối năm 1930, Thực dân Pháp tập trung đàn áp ở Nghi Lộc, Nguyễn Trương Khoát bị mật thám Pháp bắt giam gần 1 năm. Ra tù, ông vẫn tiếp tục hoạt động cách mạng.
Tháng 8 năm 1945, Ủy ban nhân dân lâm thời huyện được thành lập do Nguyễn Trương Khoát làm chủ tịch. Sau khi chính quyền cách mạng được thành lập, ông được cử làm Phó chủ tịch Ủy ban hành chính huyện.
Tháng 3 năm 1947, Nguyễn Trương Khoát được bầu làm huyện ủy viên tại Đại hội Đại biểu Đảng bộ huyện Nghi Lộc. Tháng 1 năm 1948, ông là tỉnh ủy viên trẻ nhất của Tỉnh ủy Nghệ An khóa V. Tháng 8 năm 1951, ông tiếp tục là tỉnh ủy viên khóa VIII và là Bí thư Đảng đoàn khối chính quyền.
Tháng 9 năm 1952, Nguyễn Trương Khoát được cử đi học tại Bắc Kinh, Trung Quốc. Khi về nước, ông được giữ lại phụ trách trường lý luận, đào tạo cán bộ chính trị đầu nguồn của Đảng. Từ giữa tháng 7 năm 1954, ông là Phó giám đốc phân hiệu II trường Đảng Nguyễn Ái Quốc ở Việt Bắc.
Năm 1954, Nguyễn Trương Khoát được cử phụ trách lớp huấn luyện đặc biệt cho cán bộ của nước bạn Campuchia. trong hai năm.Sau đó ông trở về trường Nguyễn Ái Quốc phân hiệu II, để lãnh đạo xây dựng cơ sở vật chất và hoàn thiện chương trình đào tạo.
Sau đó, Trung ương điều ông về Tỉnh ủy Nghệ An để tham gia vào việc sửa sai trong cuộc cải cách ruộng đất. Cuối năm 1956, Tỉnh ủy Nghệ An họp phiên mở rộng, Nguyễn Trương Khoát được bầu làm làm Phó Bí thư. Năm 1957, ông được bầu làm Bí thư Tỉnh ủy Nghệ An.
Giữa năm 1961, Nguyễn Trương Khoát được điều ra Trung ương làm Cục trưởng Cục Bảo vệ Thực vật thuộc Bộ Nông Nghiệp.
Nguyễn Trương Khoát từ trần vào ngày 2 tháng 7 năm 2008, an táng tại Nghĩa trang Mai Dịch Hà Nội. Ông đã Đảng, Nhà nước tặng thưởng: Huân chương Hồ Chí Minh (truy tặng năm 2012); Huân chương Độc lập hạng Nhất (1986); Huân chương kháng chiến chống Pháp hạng Nhất; Huân Chương kháng chiến chống Mỹ hạng Nhất; Huy hiệu 70 năm tuổi Đảng.

## Vinh danh

### Khen thưởng
- Huân chương Hồ Chí Minh (truy tặng)
- Huân chương Độc lập hạng Nhất;
- Huân chương Kháng chiến chống Pháp hạng Nhất;
- Huân chương Kháng chiến chống Mỹ hạng Nhất;
- Huy hiệu 70 năm tuổi Đảng Cộng sản Việt Nam.

### Tên đường phố
- Thành phố Vinh, tỉnh Nghệ An có một con đường mang tên Nguyễn Trương Khoát.[3]

## Gia đình
Cụ thân sinh Nguyễn Trương Khoát là Nguyễn Trương Diễm, hai lần đậu Tú tài nên nhân dân quanh vùng thường gọi cụ Hàn Diễm là cụ Tú kép hoặc cụ Hàn Hai. Nguyễn Trương Khoát là con trai thứ ba. Các anh em trai của ông đều tham gia hoạt động cách mạng, trở thành Đảng viên Đảng Cộng sản Việt Nam từ những năm 1930. Người anh trai thứ hai là Nguyễn Trương Thúy, người sáng lập chi bộ Đảng huyện Xuân Trường, tỉnh Nam Định. Ông qua đời năm 1955. Để ghi nhớ công lao của ông, huyện Xuân Trường, tỉnh Nam Định đã đặt tên Trường THPT mang tên Nguyễn Trương Thúy. Em trai thứ tư là Lữ Giang (tên thật là Nguyễn Trương Bờn) là Đại tá Quân đội Nhân dân Việt Nam, từng giữ chức vụ Giám đốc Nhà xuất bản Quân đội Nhân dân.